# ساياني
ساياني (بالفارسية: سایانی) هي قرية تقع في البلدة المركزية في إيران. يقدر عدد سكانها بـ 268 نسمة بحسب إحصاء 2016.